# Крушари
 Тази статия е за селото в България.  За селото в Гърция вижте Крушари (дем Пела).  
Крушари е село в Североизточна България. То е административен център на община Крушари, област Добрич.

## История
До 1942 година името на селото е Армутлий. Църквата „Свети Димитър“ в Крушари е изписана от дебърския майстор Марко Минов в 1883 година.

## Население
Преброяване на населението през 2011 г.
Численост и дял на етническите групи според преброяването на населението през 2011 г.:
|                     | Численост | Дял (в %) |
| Общо                | 1402      | 100,00    |
| Българи             | 796       | 56,77     |
| Турци               | 0         | 0,00      |
| Цигани              | 351       | 25,03     |
| Други               | 0         | 0,00      |
| Не се самоопределят | 13        | 0,92      |
| Неотговорили        | 241       | 17,18     |